# Oenospila stellata
Oenospila stellata là một loài bướm đêm trong họ Geometridae.